# Amegilla bombiformis
Amegilla (Asaropoda) bombiformis – gatunek błonkówki z rodziny pszczołowatych i podrodziny pszczół właściwych.

## Taksonomia
Gatunek ten opisany został w 1854 roku przez Fredericka Smitha jako Sapropoda bombiformis. Lektotyp odłowiono w pobliżu rzeki Richmond w australijskiej Nowej Południowej Walii. Do rodzaju Amegilla gatunek ten przeniósł w 1988 R. W. Brooks.

## Morfologia
Krępa pszczoła, zbliżona kształtem do trzmiela, a rozmiarami do pszczoły miodnej. Ciało pomarańczowo-brązowo owłosione. Na odwłoku obecnych jest kilka bezwłosych, ciemnych pasów: siedem u samców, a sześć u samic.

## Biologia
Na gniazdo składa się kilka urnokształtnych komórek położonych na końcu długiej na 10 cm norki. Zakładane jest w glebie, w miejscach takich jak brzegi potoków w warunkach naturalnych lub rumowiska w ogrodach. Poszczególne komórki mają 2 cm długości i wykonane są z wodoodpornego materiały. Pszczoła składa do każdej po jednym jaju i umieszcza w niej zapas pokarmu w postaci pyłku lub stężonego nektaru.
Gatunek ten odwiedza w ogrodach kwiaty roślin z rodzaju Abelia, Buddleja oraz z gatunku Dianella caerulea. Samce spędzają noce uczepione pędów roślin.

## Rozprzestrzenienie
Pszczoły te zamieszkują wschodnią Australię od Queensland na północy, przez Nową Południową Walię po Wiktorię na południu. Ponadto znane są z Nowej Gwinei i Wysp Aru.